# Спаський район (Пензенська область)
Спа́ський район (рос. Спасский район) — муніципальний район у складі Пензенської області Російської Федерації.
Адміністративний центр — місто Спаськ.

## Історія
Бєднодем'яновський район було утворено 16 липня 1928 року у складі Мордовського округу Середньоволзької області. До його складу увійшла частина території ліквідованого Бєднодем'яновського повіту Пензенської губернії. У січні 1929 року район увійшов до складу Пензенського округу Середньоволзьеої області. 10 лютого 1932 року район був ліквідований.
У січні 1935 року район відновлено за рахунок територій Наровчатського та Керенського районів Куйбишевського краю. 1937 року район увійшов до складу новоутвореної Тамбовської області, у лютому 1939 року — до складу новоутвореної Пензенської області. 1963 року район було ліквідовано та приєднано до складу Нижньоломовського району.
3 березня 1964 року район був відновлено за рахунок територій Нижньоломовського та Земетчинського районів. 2005 року район було перейменовано в сучасну назву, так як місто Бєднодем'яновськ перейменовано у Спаськ.

## Населення
Населення — 11406 осіб (2019; 13008 в 2010, 13827 у 2002).

## Адміністративний поділ
Район адміністративно поділяється на 1 міське та 9 сільських поселень:
| Поселення                          | Площа, км² | Населення, осіб (2002) | Населення, осіб (2010) | Населення, осіб (2019) | Центр           | Населені пункти |
| ---------------------------------- | ---------- | ---------------------- | ---------------------- | ---------------------- | --------------- | --------------- |
| Спаське міське поселення           | 5,74       | 7628                   | 7442                   | 7085                   | Спаськ          | 1               |
| Абашевська сільська рада           | 65,25      | 545                    | 481                    | 395                    | Абашево         | 2               |
| Бєднодем'яновська сільська рада    | 94,65      | 907                    | 904                    | 746                    | Спаськ          | 2               |
| Веденяпінська сільська рада        | 71,59      | 659                    | 546                    | 412                    | Веденяпіно      | 4               |
| Дубровська сільська рада           | 85,16      | 1140                   | 1038                   | 801                    | Дубровки        | 4               |
| Зубовська сільська рада            | 75,77      | 715                    | 657                    | 496                    | Новозубово      | 2               |
| Кошельовська сільська рада         | 65,52      | 741                    | 657                    | 520                    | Кошельовка      | 2               |
| Рузановська сільська рада          | 74,46      | 346                    | 295                    | 242                    | Рузаново        | 2               |
| Татарсько-Шелдаїська сільська рада | 102,95     | 668                    | 550                    | 377                    | Руський Шелдаїс | 4               |
| Устьїнська сільська рада           | 52,24      | 478                    | 438                    | 332                    | Устьє           | 1               |

## Найбільші населені пункти
Нижче подано перелік населених пунктів з чисельність населення понад 1000 осіб:
| № | Населений пункт | Населення, осіб (2002) | Населення, осіб (2010) |
| - | --------------- | ---------------------- | ---------------------- |
| 1 | Спаськ          | 7628                   | 7442                   |